# NGC 2050
NGC 2050 (również ESO 56-SC170) – gromada otwarta, znajdująca się w gwiazdozbiorze Złotej Ryby, w Wielkim Obłoku Magellana. Odkrył ją w 1835 roku John Herschel.